# John Britton
John Britton   (Cottingham, 18 de novembre de 1927 - Illa de Skye, 13 de juny de 1994) va ser un matemàtic anglès.

## Vida i Obra
Britton va fer els estudis secundaris a una prestigiosa escola de Beverley, prop del seu poble natal. El 1946 va ingressar al University College de Hull (aleshores una facultat externa de la universitat de Londres i avui universitat de Hull), en el qual es va graduar en matemàtiques el 1951, essent deixeble de Bernhard i Hanna Neumann. Seguint els seus mestres, va fer el treball de doctorat a la universitat de Manchester, obtenint el títol el 1954.
Va ser professor successivament de les universitats de Glasgow (1955-1963), de Kent (1966-1973), del Queen Elizabeth College (1973-1985) i del King's College de Londres (1985-1991), fins que es va retirar el 1991.
Va morir el 1994 en un accident de muntanya a l'illa de Skye (Hèbrides, Escòcia).
Britton és recordat pels seus treballs en teoria de grups i, específicament, en el problema de les paraules per a grups, en el qual va fer avenços importants. El 1973 va publicar una demostració de la solució del problema de Burnside (quasi tres-centes pàgines), que aviat es va demostrar incorrecte. Aquest fet va fer que perdés la confiança en si mateix i publiqués molt poca cosa després d'aquesta data.